# Giải Quả cầu vàng lần thứ 75
Giải Quả cầu vàng lần thứ 75 vinh danh những tác phẩm điện ảnh và truyền hình xuất sắc nhất của năm 2017, được truyền hình trực tiếp từ Khách sạn Beverly Hilton ở Beverly Hills, California vào ngày 7 tháng 1 năm 2018 lúc 5:00 p.m. PST / 8:00 p.m. EST bởi đài NBC. Lễ trao giải do công ty Dick Clark Productions phối hợp cùng Hiệp hội báo chí nước ngoài ở Hollywood sản xuất.
Diễn viên và chủ trì truyền hình Seth Meyers thông báo đảm nhận vai trò dẫn chương trình lần đầu tiên. Oprah Winfrey được thông báo nhận giải giải thưởng Thành tựu trọn đời Cecil B. DeMille vào ngày 13 tháng 12 năm 2017. Các đề cử được công bố vào ngày 11 tháng 12 năm 2017 bởi Sharon Stone, Alfre Woodard, Kristen Bell và Garrett Hedlund.
Three Billboards Outside Ebbing, Missouri thắng tổng cộng bốn giải nhiều nhất đêm, trong đó có hạng mục Phim chính kịch hay nhất. The Shape of Water và Lady Bird mỗi phim đoạt hai giải. The Handmaid's Tale, The Marvelous Mrs. Maisel và Big Little Lies là những chương trình truyền hình giành nhiều giải thưởng nhất.

## Giải thưởng và đề cử
Đề cử cho giải Quả cầu vàng lần thứ 75 được thông báo ngày 11 tháng 12 năm 2017. Người chiến thắng viết bằng chữ in đậm.

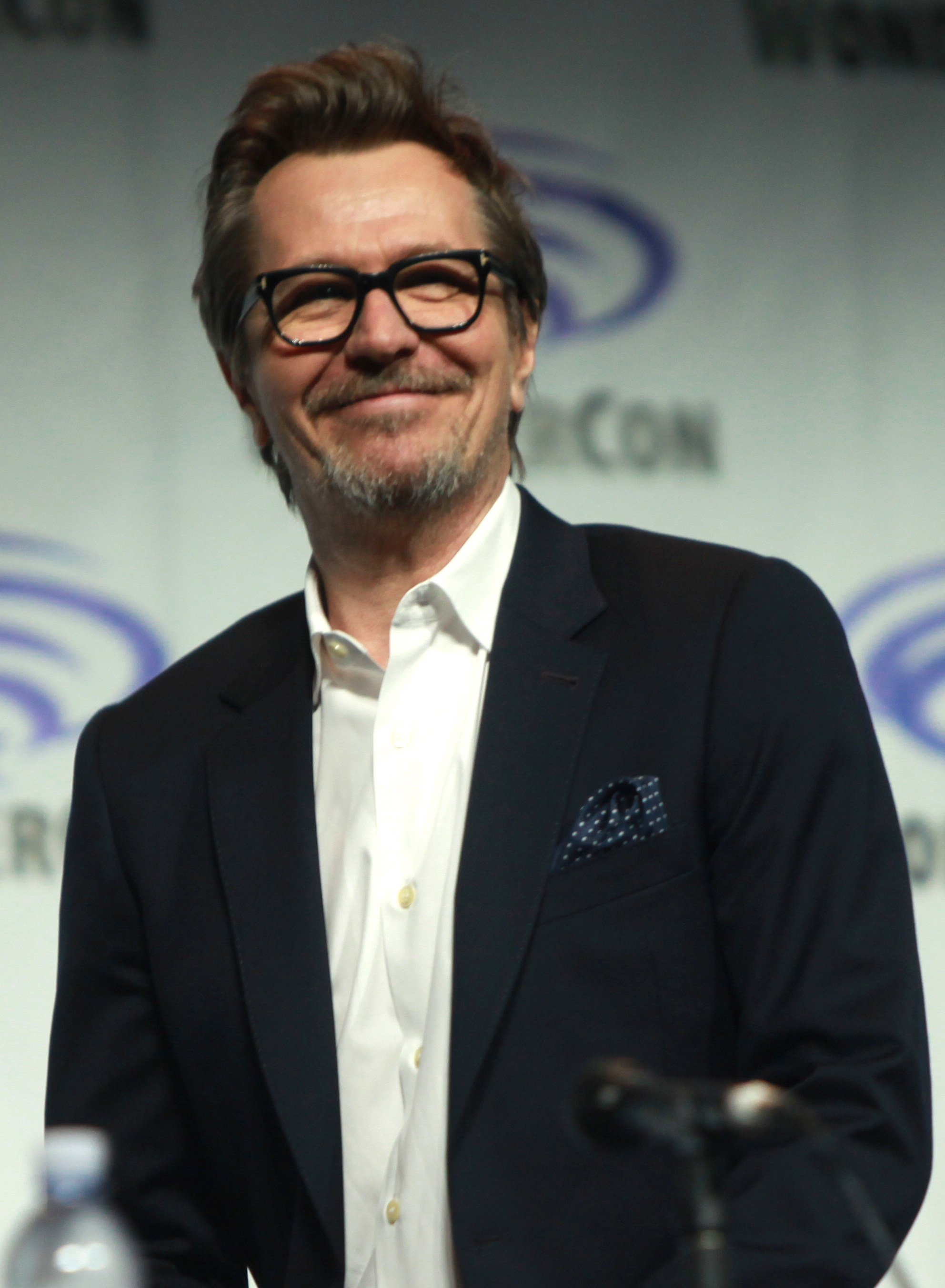
Gary Oldman, người thắng giải Nam diễn viên chính xuất sắc nhất trong phim chính kịch

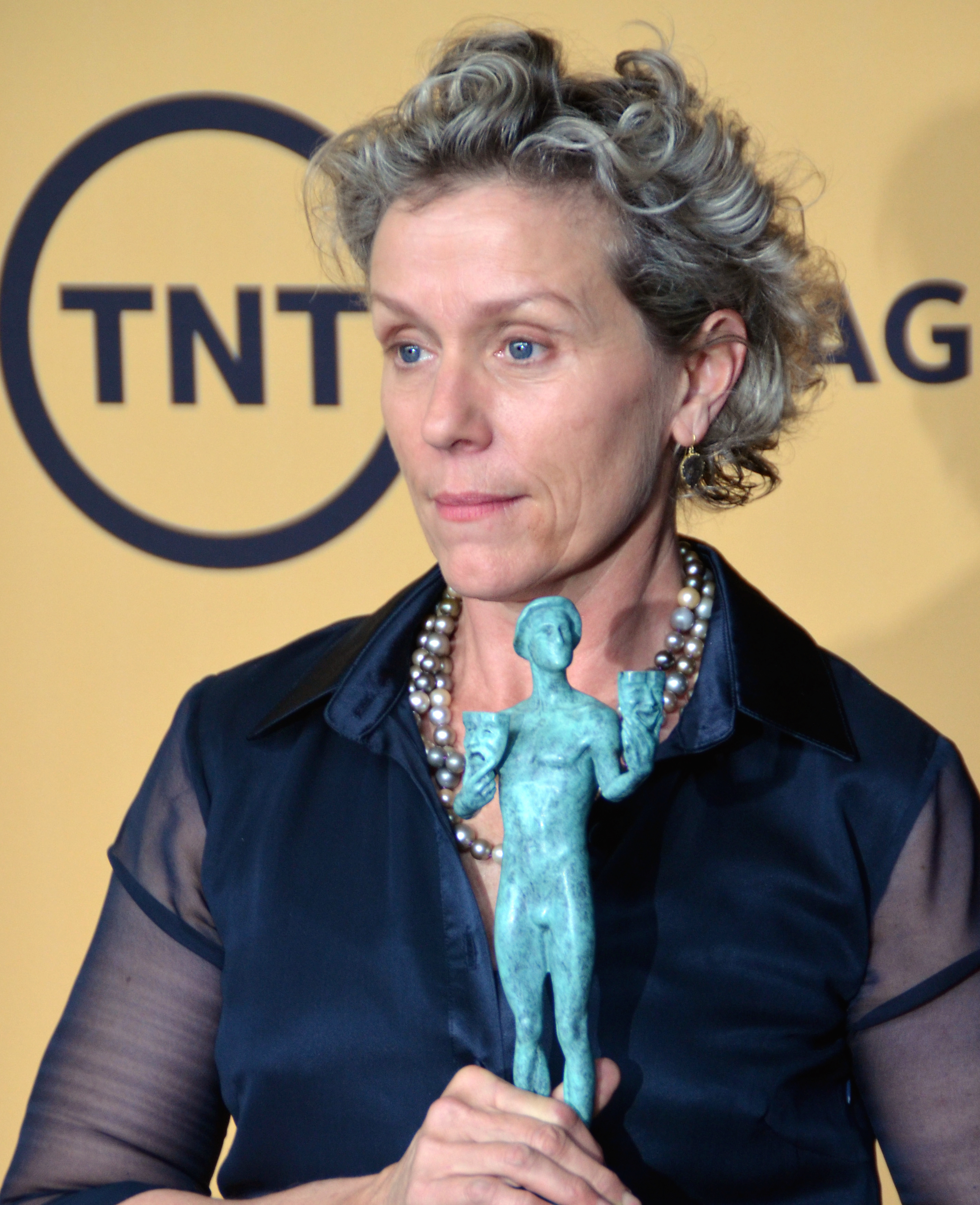
Frances McDormand, người thắng giải Nữ diễn viên chính xuất sắc nhất trong phim chính kịch

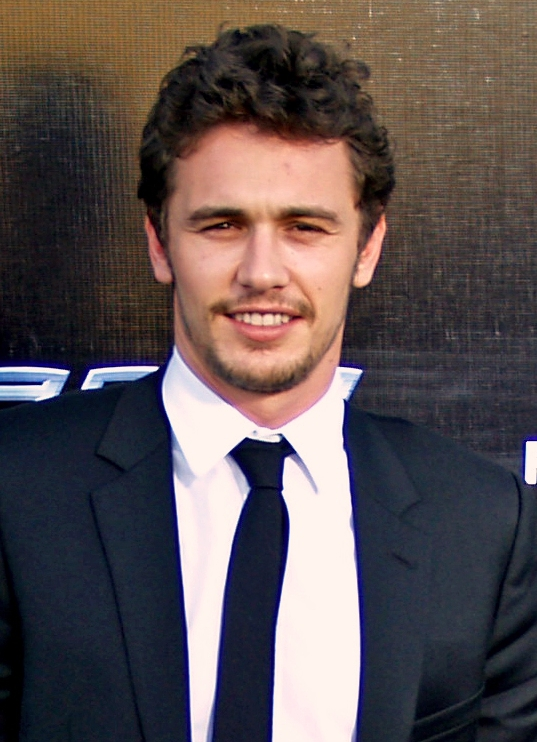
James Franco, người thắng giải Nam diễn viên chính xuất sắc nhất trong phim hài hoặc nhạc kịch

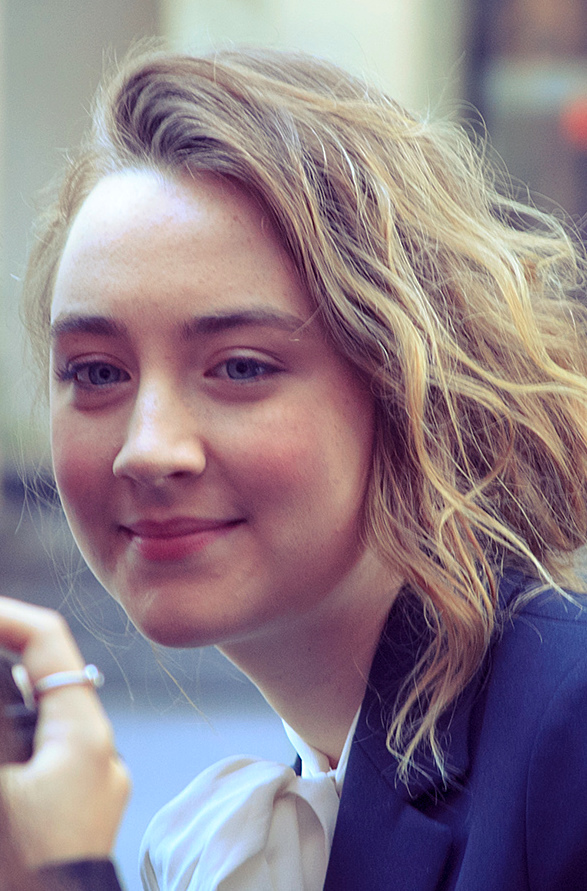
Saoirse Ronan, người thắng giải Nữ diễn viên chính xuất sắc nhất trong phim hài hoặc nhạc kịch

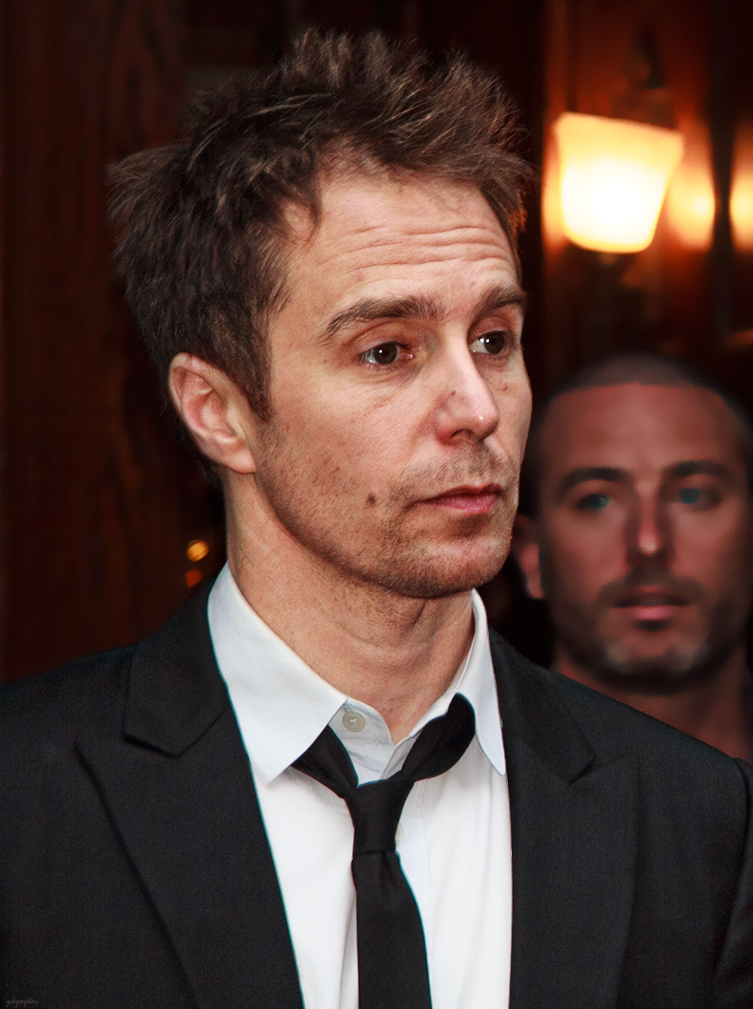
Sam Rockwell, người thắng giải Nam diễn viên phụ xuất sắc nhất trong phim điện ảnh

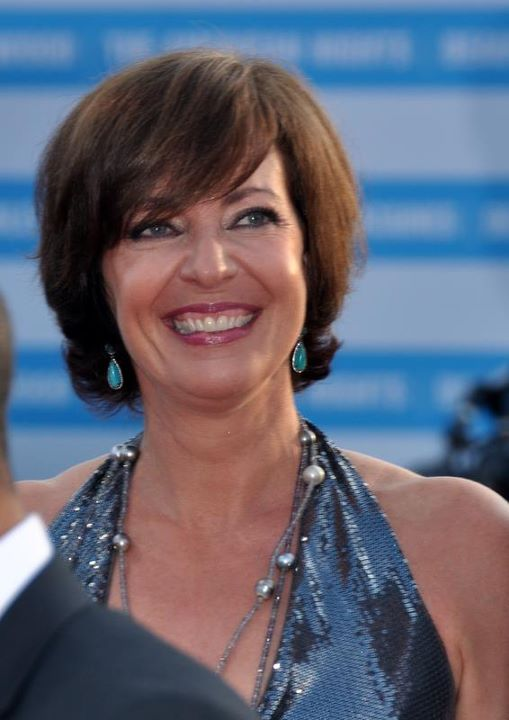
Allison Janney, người thắng giải Nữ diễn viên phụ xuất sắc nhất trong phim điện ảnh

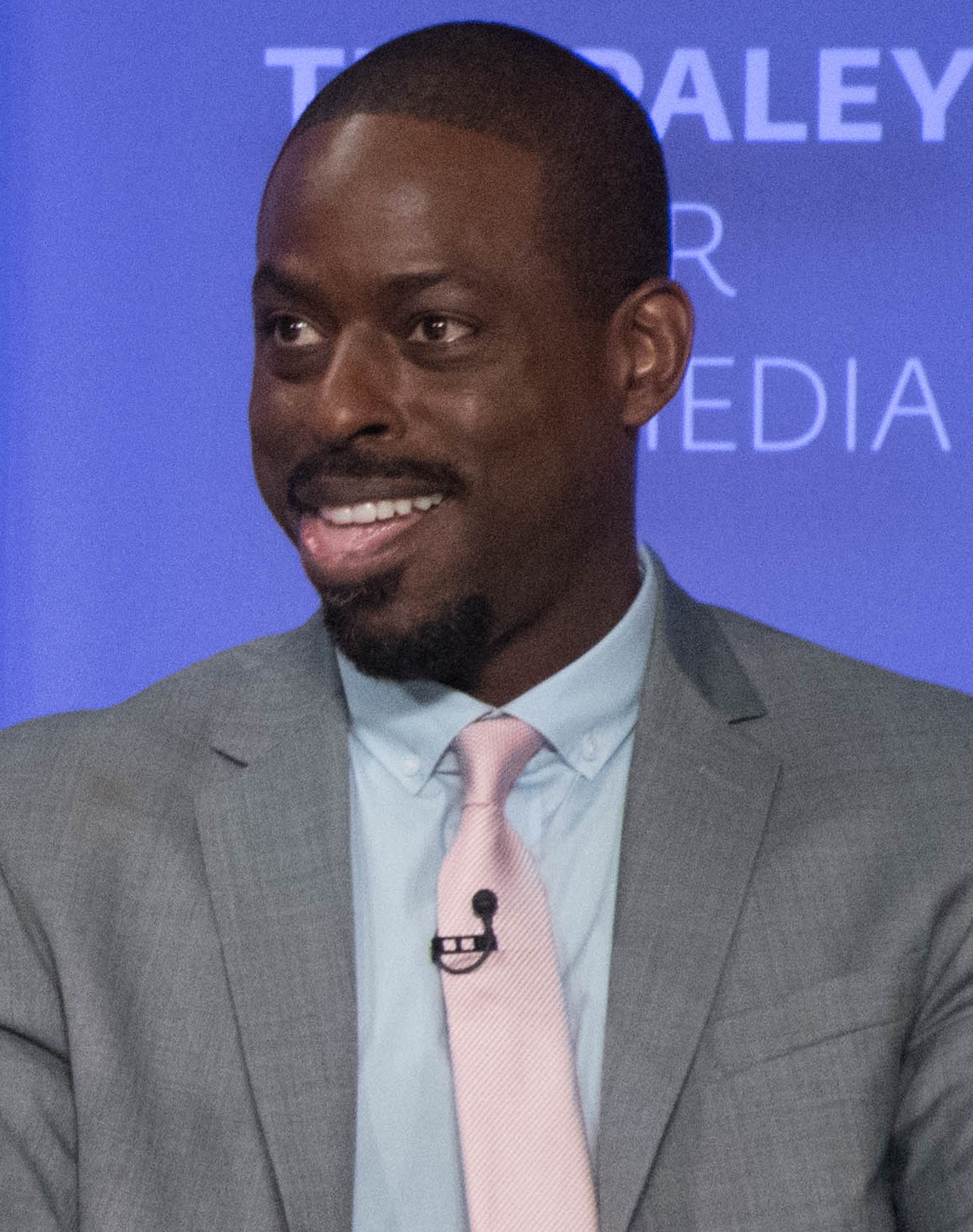
Sterling K. Brown, người thắng giải Nam diễn viên chính xuất sắc nhất trong phim truyền hình chính kịch

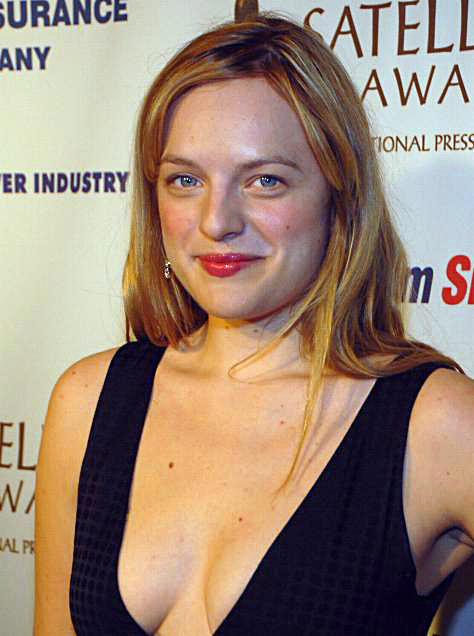
Elisabeth Moss, người thắng giải Nữ diễn viên chính xuất sắc nhất trong phim truyền hình chính kịch

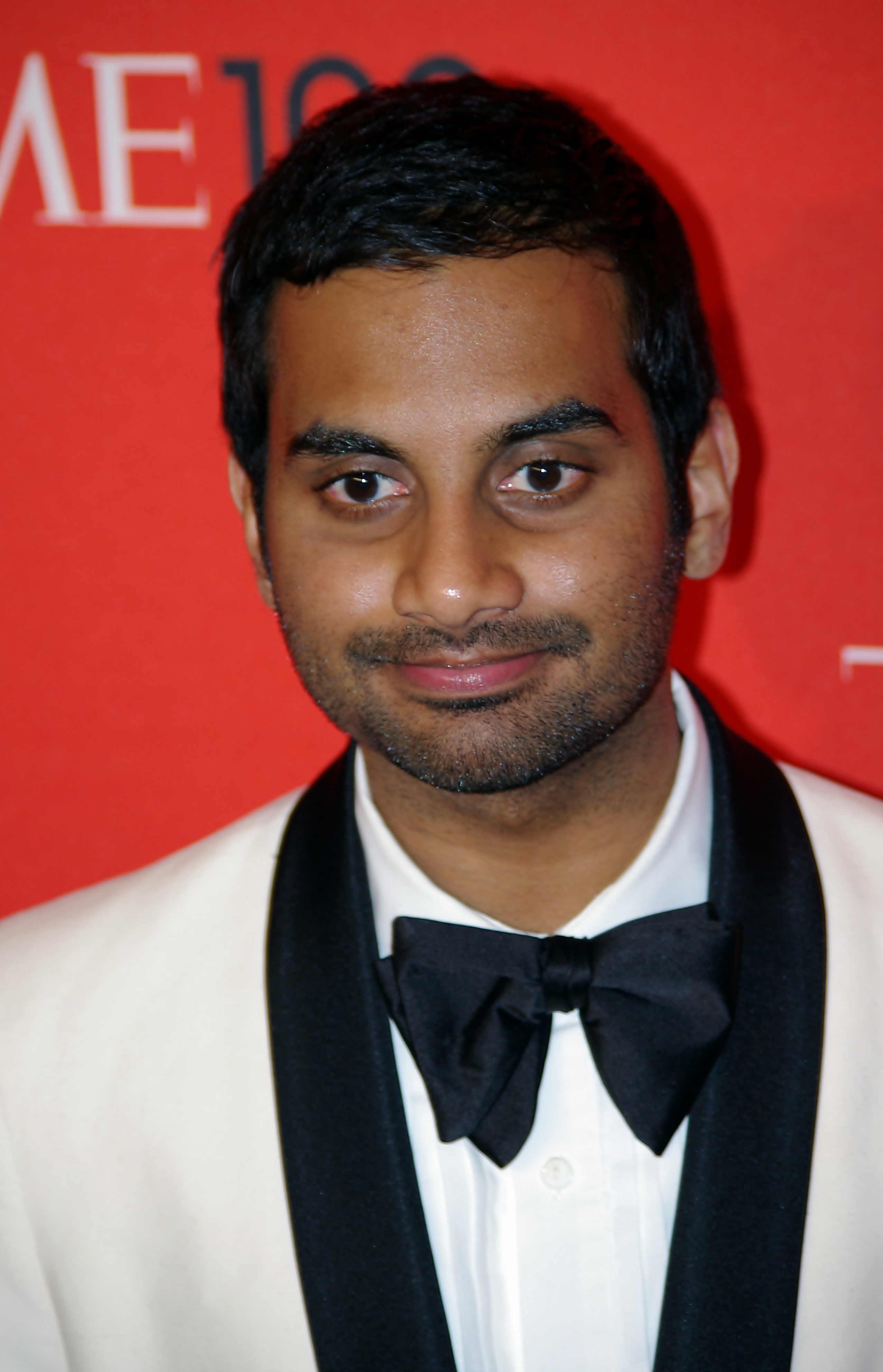
Aziz Ansari, người thắng giải Nam diễn viên chính xuất sắc nhất trong phim truyền hình hài hoặc nhạc kịch

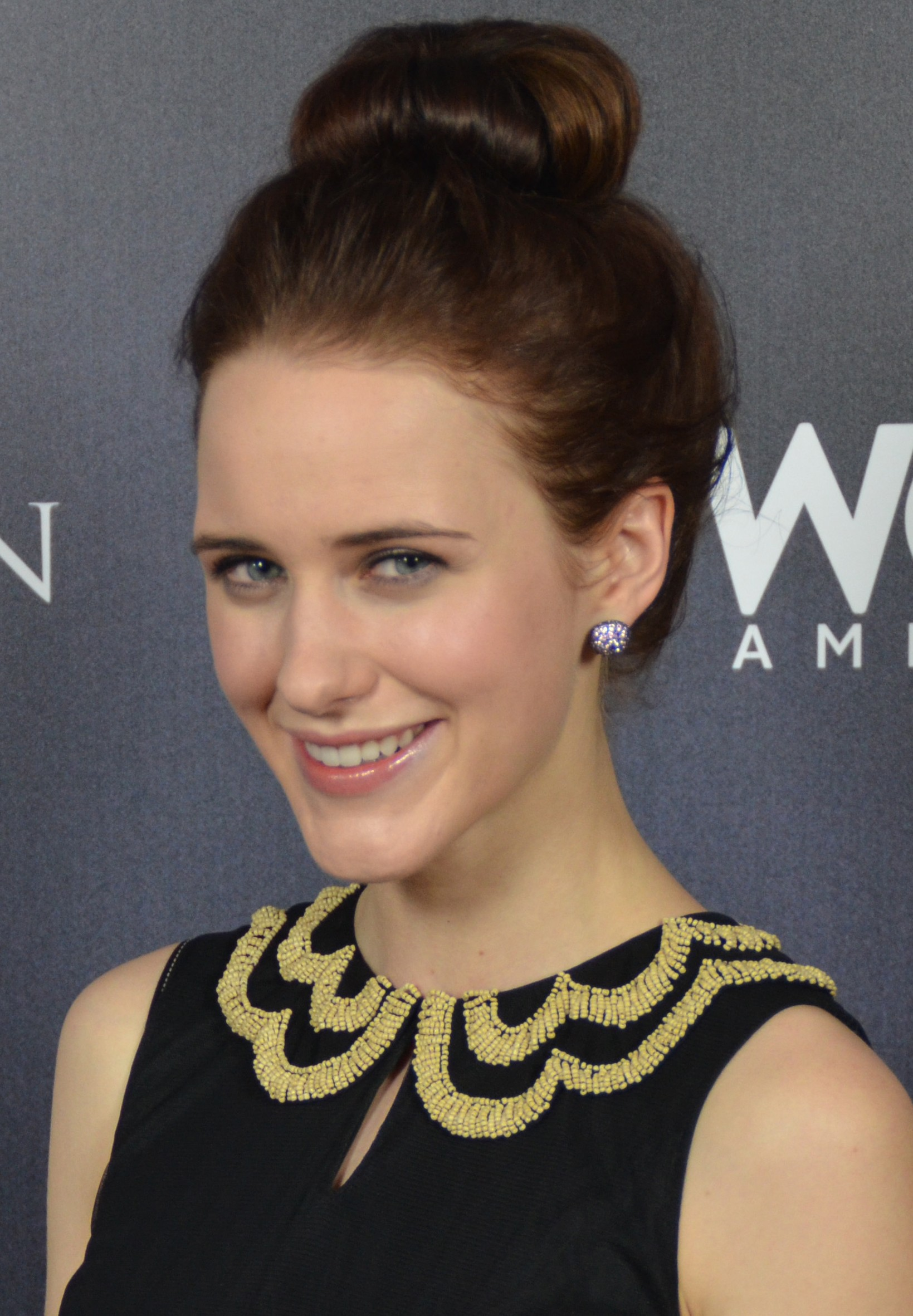
Rachel Brosnahan, người thắng giải Nữ diễn viên chính xuất sắc nhất trong phim truyền hình hài hoặc nhạc kịch

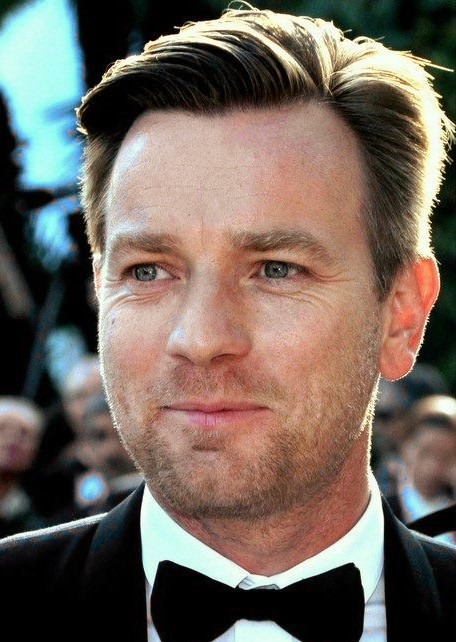
Ewan McGregor, người thắng giải Nam diễn viên chính xuất sắc nhất trong phim truyền hình ngắn hoặc một tập

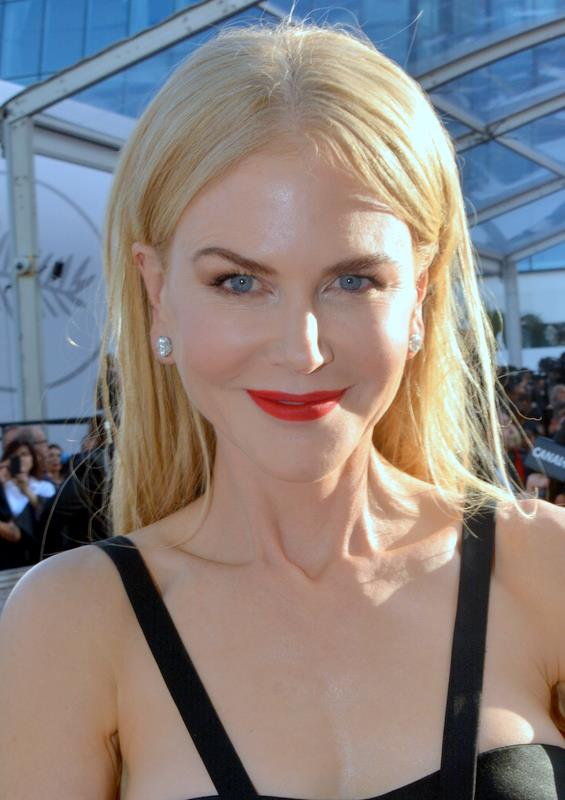
Nicole Kidman, người thắng giải Nữ diễn viên chính xuất sắc nhất trong phim truyền hình ngắn hoặc một tập

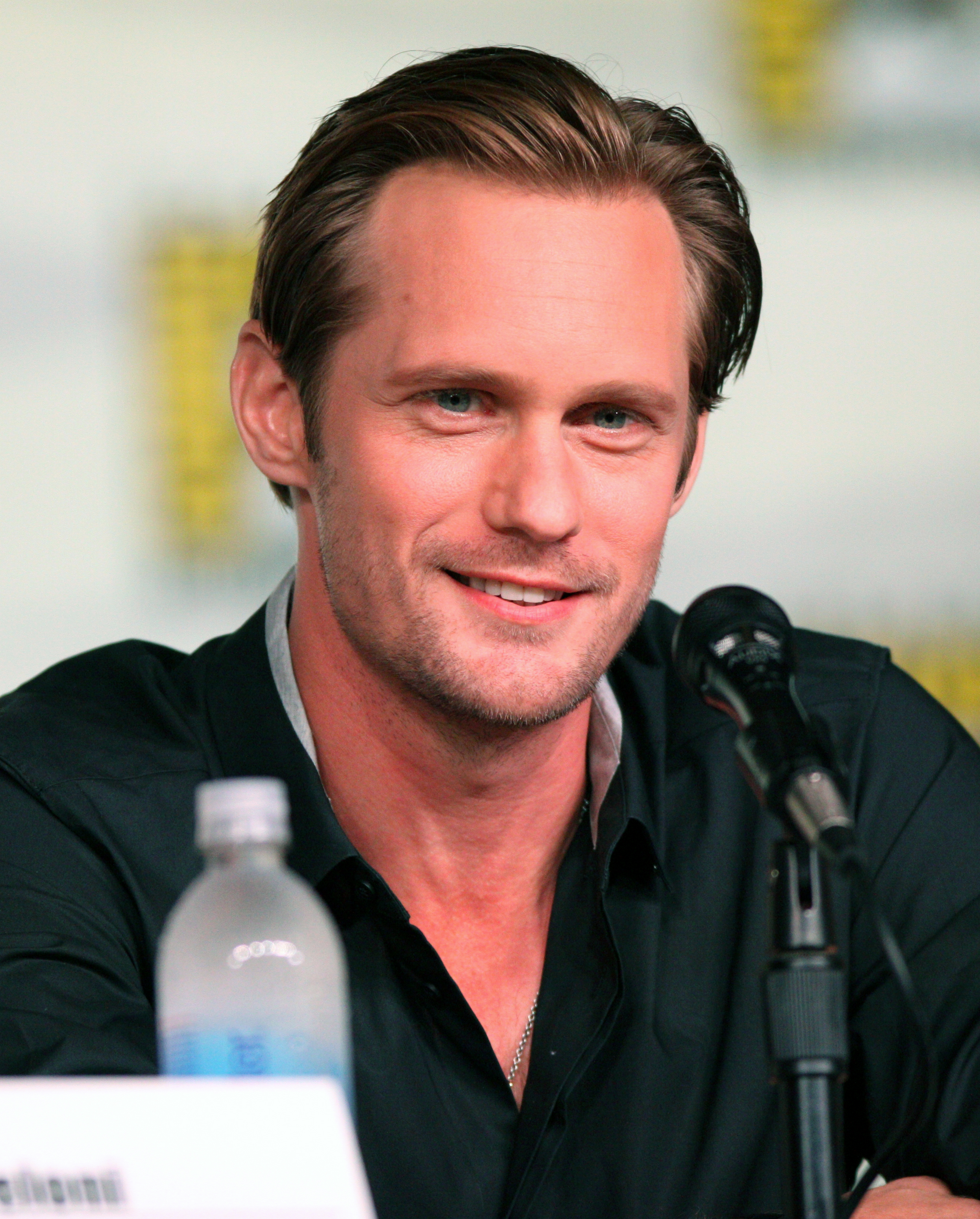
Alexander Skarsgård, người thắng giải Nam diễn viên phụ xuất sắc nhất trong phim truyền hình

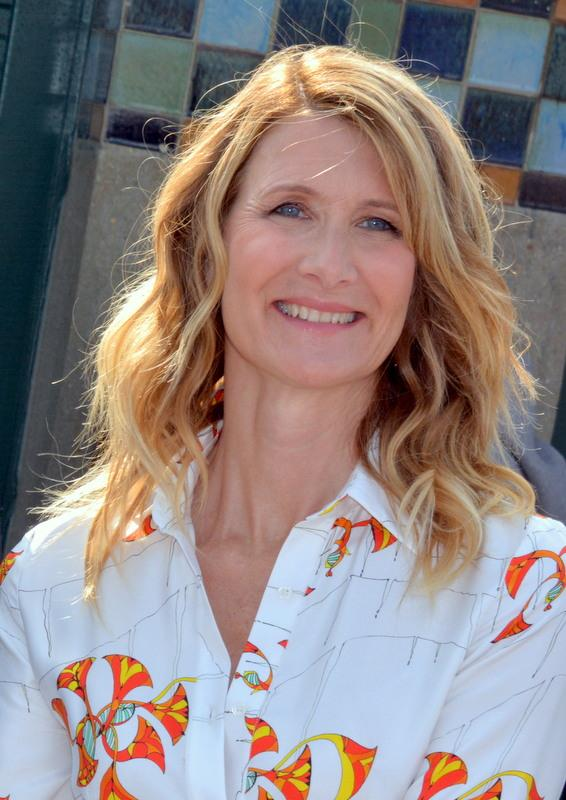
Laura Dern, người thắng giải Nữ diễn viên phụ xuất sắc nhất trong phim truyền hình

### Điện ảnh
| Phim điện ảnh hay nhất | Phim điện ảnh hay nhất |
| Chính kịch | Phim ca nhạc hoặc hài |
| --- | --- |
| - Three Billboards: Truy tìm công lý - Call Me by Your Name - Cuộc di tản Dunkirk - The Post - Người đẹp và thủy quái | - Lady Bird: Tuổi nổi loạn - The Disaster Artist - Trốn thoát - Bậc thầy của những ước mơ - I, Tonya |
| Diễn xuất trong phim chính kịch | |
| Nam diễn viên chính | Nữ diễn viên chính |
| - Gary Oldman – Darkest Hour vai Winston Churchill - Timothée Chalamet – Call Me by Your Name vai Elio Perlman - Daniel Day-Lewis – Phantom Thread vai Reynolds Woodcock - Tom Hanks – The Post vai Ben Bradlee - Denzel Washington – Roman J. Israel, Esq. vai Roman J. Israel                                    | - Frances McDormand – Three Billboards Outside Ebbing, Missouri vai Mildred Hayes - Jessica Chastain – Molly's Game vai Molly Bloom - Sally Hawkins – Người đẹp và thủy quái vai Elisa Esposito - Meryl Streep – The Post vai Kay Graham - Michelle Williams – All the Money in the World vai Gail Harris                                |
| Diễn xuất trong phim hài hoặc nhạc kịch | |
| Nam diễn viên chính | Nữ diễn viên chính |
| - James Franco – The Disaster Artist vai Tommy Wiseau - Steve Carell – Battle of the Sexes vai Bobby Riggs - Ansel Elgort – Baby Driver vai Baby / Miles - Hugh Jackman – The Greatest Showman vai P. T. Barnum - Daniel Kaluuya – Get Out vai Chris Washington                                                    | - Saoirse Ronan – Lady Bird vai Christine "Lady Bird" McPherson - Judi Dench – Victoria & Abdul vai Victoria của Anh - Helen Mirren – The Leisure Seeker vai Ella Spencer - Margot Robbie – I, Tonya và Tonya Harding - Emma Stone – Battle of the Sexes vai Billie Jean King                                                            |
| Diễn xuất phụ trong phim điện ảnh | |
| Nam diễn viên phụ | Nữ diễn viên phụ |
| - Sam Rockwell – Three Billboards Outside Ebbing, Missouri vai Sĩ quan Jason Dixon - Willem Dafoe – The Florida Project vai Bobby Hicks - Armie Hammer – Call Me by Your Name vai Oliver - Richard Jenkins – Người đẹp và thủy quái vai Giles - Christopher Plummer – All the Money in the World vai J. Paul Getty | - Allison Janney – I, Tonya vai LaVona Golden - Mary J. Blige – Mudbound vai Florence Jackson - Hong Chau – Downsizing vai Ngoc Lan Tran - Laurie Metcalf – Lady Bird vai Marion McPherson - Octavia Spencer – Người đẹp và thủy quái vai Zelda Fuller                                                                                   |
| Khác | |
| Đạo diễn xuất sắc nhất | Kịch bản hay nhất |
| - Guillermo del Toro – Người đẹp và thủy quái - Martin McDonagh – Three Billboards Outside Ebbing, Missouri - Christopher Nolan – Dunkirk - Ridley Scott – All the Money in the World - Steven Spielberg – The Post                                                                                                | - Martin McDonagh – Three Billboards Outside Ebbing, Missouri - Guillermo del Toro & Vanessa Taylor – Người đẹp và thủy quái - Greta Gerwig – Lady Bird - Liz Hannah & Josh Singer – The Post - Aaron Sorkin – Molly's Game |
| Nhạc phim hay nhất | Ca khúc trong phim hay nhất |
| - Alexandre Desplat – Người đẹp và thủy quái - Carter Burwell – Three Billboards Outside Ebbing, Missouri - Jonny Greenwood – Phantom Thread - John Williams – The Post - Hans Zimmer – Dunkirk | - "This Is Me" (Benj Pasek và Justin Paul) – The Greatest Showman - "Home" (Nick Jonas, Justin Tranter, và Nick Monson) – Ferdinand - "Mighty River" (Raphael Saadiq, Mary J. Blige, và Taura Stinson) – Mudbound - "Remember Me" (Kristen Anderson-Lopez và Robert Lopez) – Coco - "The Star" (Mariah Carey và Marc Shaiman) – The Star |
| Phim hoạt hình hay nhất | Phim ngoại ngữ hay nhất |
| - Coco - The Boss Baby - The Breadwinner - Ferdinand - Loving Vincent | - In the Fade (Đức/Pháp) - A Fantastic Woman (Chile) - First They Killed My Father (Campuchia) - Loveless (Nga) - The Square (Thụy Điển/Đức/Pháp) |

### Phim có nhiều đề cử
Dưới đây là danh sách các phim có nhiều đề cử
| Số đề cử | Tên phim                                  |
| -------- | ----------------------------------------- |
| 7        | The Shape of Water                        |
| 6        | The Post                                  |
| 6        | Three Billboards Outside Ebbing, Missouri |
| 4        | Lady Bird                                 |
| 3        | All the Money in the World                |
| 3        | Call Me by Your Name                      |
| 3        | Dunkirk                                   |
| 3        | The Greatest Showman                      |
| 3        | I, Tonya                                  |
| 2        | Battle of the Sexes                       |
| 2        | Coco                                      |
| 2        | The Disaster Artist                       |
| 2        | Ferdinand                                 |
| 2        | Get Out                                   |
| 2        | Molly's Game                              |
| 2        | Mudbound                                  |
| 2        | Phantom Thread                            |

### Phim thắng nhiều giải
Những phim sau đây giành được nhiều giải
| Số giải | Tên phim                                  |
| ------- | ----------------------------------------- |
| 4       | Three Billboards Outside Ebbing, Missouri |
| 2       | The Shape of Water                        |
| 2       | Lady Bird                                 |

### Truyền hình
| Phim truyền hình hay nhất | Phim truyền hình hay nhất |
| Phim truyền hình chính kịch | Ca nhạc hoặc hài |
| --- | --- |
| - The Handmaid's Tale - The Crown - Game of Thrones - Stranger Things - This Is Us | - The Marvelous Mrs. Maisel - Black-ish - Master of None - SMILF - Will & Grace |
| Diễn xuất trong phim truyền hình chính kịch | |
| Nam diễn viên | Nữ diễn viên |
| - Sterling K. Brown – This Is Us vai Randall Pearson - Jason Bateman – Ozark vai Martin "Marty" Byrde - Freddie Highmore – The Good Doctor vai Bác sĩ Shaun Murphy - Bob Odenkirk – Better Call Saul vai Jimmy McGill - Liev Schreiber – Ray Donovan vai Ray Donovan    | - Elisabeth Moss – The Handmaid's Tale vai June Osborne/Offred - Caitriona Balfe – Outlander vai Claire Fraser - Claire Foy – The Crown vai Nữ hoàng Elizabeth II - Maggie Gyllenhaal – The Deuce vai Eileen "Candy" Merrell - Katherine Langford – 13 Reasons Why vai Hannah Baker     |
| Diễn xuất trong phim truyền hình ca nhạc hoặc hài | |
| Nam diễn viên | Nữ diễn viên |
| - Aziz Ansari – Master of None vai Dev Shah - Anthony Anderson – Black-ish vai Andre "Dre" Johnson Sr. - Kevin Bacon – I Love Dick vai Dick - William H. Macy – Shameless vai Frank Gallagher - Eric McCormack – Will & Grace vai Will Truman                           | - Rachel Brosnahan – The Marvelous Mrs. Maisel vai Miriam "Midge" Maisel - Pamela Adlon – Better Things vai Sam Fox - Alison Brie – GLOW vai Ruth "Zoya the Destroya" Wilder - Issa Rae – Insecure vai Issa Dee - Frankie Shaw – SMILF vai Bridgette Bird                               |
| Diễn xuất trong phim truyền hình một tập hoặc loạt phim ngắn tập | |
| Nam diễn viên chính | Nữ diễn viên chính |
| - Ewan McGregor – Fargo vai Emmit và Raymond "Ray" Stussy - Robert De Niro – The Wizard of Lies vai Bernie Madoff - Jude Law – The Young Pope vai Pope Pius XIII - Kyle MacLachlan – Twin Peaks vai Dale Cooper - Geoffrey Rush – Genius vai Albert Einstein trẻ        | - Nicole Kidman – Big Little Lies vai Celeste Wright - Jessica Biel – The Sinner vai Cora Tannetti - Jessica Lange – Feud: Bette and Joan vai Joan Crawford - Susan Sarandon – Feud: Bette and Joan vai Bette Davis - Reese Witherspoon – Big Little Lies vai Madeline Martha Mackenzie |
| Diễn xuất phụ trong phim truyền hình, phim truyền hình một tập hoặc loạt phim ngắn tập | |
| Nam diễn viên phụ | Nữ diễn viên phụ |
| - Alexander Skarsgård – Big Little Lies vai Perry Wright - David Harbour – Stranger Things vai Jim Hopper - Alfred Molina – Feud: Bette and Joan vai Robert Aldrich - Christian Slater – Mr. Robot vai Mr. Robot/Edward Alderson - David Thewlis – Fargo vai V.M. Varga | - Laura Dern – Big Little Lies vai Renata Klein - Ann Dowd – The Handmaid's Tale vai Aunt Lydia - Chrissy Metz – This Is Us vai Kate Pearson - Michelle Pfeiffer – The Wizard of Lies vai Ruth Madoff - Shailene Woodley – Big Little Lies vai Jane Chapman                             |
| Phim truyền hình một tập hoặc loạt phim ngắn tập hay nhất | |
| - Big Little Lies - Fargo - Feud: Bette and Joan - The Sinner - Top of the Lake: China Girl | |

### Phim truyền hình được nhiều đề cử
14 phim truyền hình dưới đây nhận nhiều hơn 1 đề cử
| Số đề cử | Tên chương trình          |
| -------- | ------------------------- |
| 6        | Big Little Lies           |
| 4        | Feud: Bette and Joan      |
| 3        | Fargo                     |
| 3        | The Handmaid's Tale       |
| 3        | This Is Us                |
| 2        | Black-ish                 |
| 2        | The Crown                 |
| 2        | The Marvelous Mrs. Maisel |
| 2        | Master of None            |
| 2        | The Sinner                |
| 2        | SMILF                     |
| 2        | Stranger Things           |
| 2        | Will & Grace              |
| 2        | The Wizard of Lies        |

### Phim truyền hình giành nhiều giải
Ba chương trình dưới đây nhận được nhiều hơn 1 giải.
| Số giải | Tên phim                  |
| ------- | ------------------------- |
| 4       | Big Little Lies           |
| 2       | The Handmaid's Tale       |
| 2       | The Marvelous Mrs. Maisel |

## Lễ trao giải

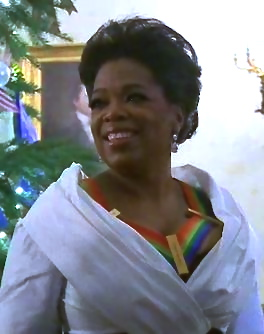
Oprah Winfrey, chủ nhân giải Thanh tựu trọn đời Cecil B. DeMille năm 2017.

Trong một sự kiện tiền lễ trao giải, giải thưởng dành cho "Best Podcast" được công bố. Sự kiện được phát trực tiếp trên Youtube. Để ủng hộ các phong trào #Mee Too và Time's Up, gần như toàn bộ khán giả và người tham dự đều mặc đồ đen để bày tỏ sự phản đối vấn nạn quấy rối tình dục đang diễn ra tại Hollywood. Rất nhiều bài phát biểu nhận giải đề cập đến những nguyên nhân này, bao gồm cả Oprah Winfrey, chủ nhân giải Thanh tựu trọn đời Cecil B. DeMille.

### Người trao giải
- Gal Gadot[18] và Dwayne Johnson trao giải "nữ diễn viên chính – phim truyền hình một tập hoặc loạt phim ngắn tập xuất sắc nhất".
- Viola Davis và Helen Mirren[19] trao giải "nam diễn viên điện ảnh phụ xuất sắc nhất".
- Zac Efron[20] giới thiệu The Greatest Showman.
- Jennifer Aniston[21] and Carol Burnett[22][23] trao giải "nữ diễn viên phim truyền hình ca nhạc hoặc hài xuất sắc nhất".
- Sarah Paulson[24] giới thiệu The Post.
- Garrett Hedlund[24] và Kerry Washington[25] trao giải "nam diễn viên phim truyền hình chính kịch xuất sắc nhất".
- Roseanne Barr[26] và John Goodman[19] trao giải "phim truyền hình chính kịch hay nhất".
- Seth Rogen[25] giới thiệu The Disaster Artist.
- Christina Hendricks[27][28] và Neil Patrick Harris[23] trao giải "nam diễn viên phụ phim truyền hình, phim truyền hình một tập hoặc loạt phim ngắn tập xuất sắc nhất".
- Mariah Carey[29] và Common[29] trao giải "nhạc phim hay nhất".
- Kelly Clarkson[30] và Keith Urban[29] trao giải "ca khúc trong phim hay nhất".
- Octavia Spencer giới thiệu The Shape of Water
- Shirley MacLaine[25] và Emma Stone[19] trao giải "nam diễn viên phim ca nhạc hoặc phim hài xuất sắc nhất"
- Sharon Stone[31][32] và J. K. Simmons[25] trao giải "nữ diễn viên phụ phim truyền hình, phim truyền hình một tập hoặc loạt phim ngắn tập xuất sắc nhất"
- Sebastian Stan và Allison Janney giới thiệu I, Tonya.